# Ramslök
Ramslök (Allium ursinum) är en ganska sällsynt växtart, som finns på lövängar och i lundar. I Sverige har den ungefär samma utbredning norrut som eken (Gästrikland).
Den har stjärnlikt öppna, snövita blommor och många blommor i varje blomställning. Blomman sitter i toppen på den kala, bladlösa stjälken. Från sina närmaste släktingar avviker den både genom de utbredda kalkbladen och genom runda frön som saknar kanter. Bladen är blanka och gröna och liknar liljekonvaljbladen. Växten känns också igen på den starka doften av lök. Ramslöken trivs bäst på kalkhaltig, fuktig och myllrik mark. Arten är lokalt fridlyst i Blekinge län, men inte hotad.

## Beskrivning
Den lök, som hör till varje stängel, har vanligen endast två lökblad, och båda fortsätter uppåt i örtbladsskivor. Dessa skivor har en för monokotyledonerna (= enhjärtbladiga växter) ovanlig bredd (jämför liljekonvaljen) och är dessutom egendomliga genom sin resupination, omvridning. Bladskivans bas avsmalnar ovanför slidan till ett skaft, och detta är omvridet ett halvt varv. Därigenom blir undersidan vänd uppåt och antar en mörkare grön färg, som hos andra blad utmärker den verkliga översidan. Eftersom ramslök är en skuggväxt är dess blad mycket tunnare och har en djupare grön färg än andra lökväxter.

## I matlagning
I bland annat Tyskland förekommer ramslök traditionellt som en kryddört i matlagning, där den under senare år återfått sin popularitet.
Den har en stark smak som påminner om vitlök, men till skillnad från vitlöken är det de gröna bladen som används. Tack vare detta går ramslök i folkmun ofta under benämningen "skogsvitlök". Ramslöken är känslig för värme och bör inte upphettas, eftersom dess smak- och näringsämnen då går förlorade.
Det mest typiska receptet är ramslöksoppa. I det moderna köket är även potatissallad och ramslökpesto populära recept att tillreda. Ramslök används även i Nordkaukasus (Tjetjenien och Ingusjien). I Sverige börjar säsongen i april och varar fram till början av juli.